# Leuronotus affinis
Leuronotus affinis är en skalbaggsart som beskrevs av Stefan von Breuning 1970. Leuronotus affinis ingår i släktet Leuronotus och familjen långhorningar. Inga underarter finns listade i Catalogue of Life.